# أبرخان (غرمسار كرمان)
أبرخان (بالفارسية: ابرخان) هي قرية تقع في إيران في قسم غرمسار الریفي. يقدر عدد سكانها بـ 105 نسمة بحسب إحصاء 2016.